# San Miguel (Zamboanga del Sur)
San Miguel è una municipalità di quinta classe delle Filippine, situata nella Provincia di Zamboanga del Sur, nella regione della Penisola di Zamboanga.
La municipalità è stata creata nel 1960 con parte del territorio della municipalità di Dinas.
San Miguel è formata da 18 baranggay:
- Betinan
- Bulawan
- Calube
- Concepcion
- Dao-an
- Dumalian
- Fatima
- Langilan
- Lantawan
- Laperian
- Libuganan
- Limonan
- Mati
- Ocapan
- Poblacion
- San Isidro
- Sayog
- Tapian